# タイガーマスク二世
『タイガーマスク二世』（タイガーマスクにせい）は、原作：梶原一騎、作画：宮田淳一による日本の漫画。
プロレス漫画『タイガーマスク』の続編であり、前作と同じくアニメ化された。また、アニメ放映中には宮田以外にも津原義明、あもん佳作画による別バージョンも連載されていた。

## 概要
初代タイガーマスク・伊達直人の遺志を受け継ぎ、こまどり学園（アニメ版はちびっこハウス）の孤児である亜久竜夫が覆面プロレスラー・タイガーマスク二世として活躍する姿を描く。前作『タイガーマスク』は原作とアニメでは結末に相違があるが、本作では前述の通り「亜久竜夫が伊達直人の遺志を受け継ぐ」という設定から原作の結末が採用されており、伊達直人はすでに故人とされている。主人公は新聞記者という正業を持ち、覆面で正体を隠してタイガーマスクとなっている。なお、正業が新聞記者という設定はアニメ版からのものであり、原作の方もそれに合わせる形で描かれるようになった。
竜夫は直人と同様、周囲の全員に正体を隠している。また、本作が連載されていた1980年代当時のピラミッドパワーブームを反映し、竜夫がアントニオ猪木と共同で使用する秘密の特訓基地・富士山麓樹海のタイガーピラミッダー内の「パワービット」という部屋にはその力が宿っているという設定となっている。
漫画は以下の3種が連載され、1.が単行本化された。
1. 梶原一騎原作、宮田淳一作画バージョン：『週刊少年キング』（少年画報社）増刊号となる『月刊少年ポピー』創刊号（1980.8/22号） - 1981.6/27号に連載された。連載開始時のタイトルは『ふくめんプロレス王タイガーマスク』。前作で作画を担当した辻なおきは、『少年ポピー』の目次ページに原画としてクレジットされている。『少年ポピー』の休刊後は『増刊少年マガジン』（講談社）に移行し、1981.9/11号 - 1983.1/6号に連載された。東映アニメーションによる公式サイトでは、アニメ版の紹介文でこれを原作としている[1]。
2. 梶原一騎原作、津原義明作画バージョン：『月刊テレビランド』（徳間書店）1981年4月号 - 1982年2月号に連載された。別冊テレビランド『まるまるコミック』1981年夏休み直前号（創刊号）。
3. 梶原一騎原作、あもん佳作画バージョン：『月刊テレビマガジン』（講談社）1981年5月号 - 1982年1月号に連載。

本作が企画された背景には、1960 - 1970年代のリバイバルブーム、プロレス人気によるプロレスブーム、『宇宙戦艦ヤマト』や『機動戦士ガンダム』などを経て起こったアニメブームなどがあった。

## あらすじ
物語のはじめはジャイアント馬場、ジャンボ鶴田が中心となっているが、その後すぐに新日本プロレスが舞台となる。猪木以外にも坂口征二、藤波辰巳、ストロング小林、キラー・カーン、上田馬之助が登場し、藤波とは龍虎タッグを結成している。途中から、実在のプロレスラー（佐山サトル）とリンクしており、梶原の別作品である『プロレススーパースター列伝 タイガーマスク編』と内容が被っている。そのため技もタイガー・スープレックスやスペース・フライング・タイガー・ドロップ、ラウンディング・ボディプレスなどの実在の技をフィニッシュ・ホールドにしている。
こまどり学園の孤児であった亜久竜夫は初代タイガーマスク（伊達直人）の遺志を受け継ぎ、子供たちのために尽くそうと決心し、自ら「虎の穴」に乗り込み5年間プロレス修行をする。その後インドでの修業中に助けた虎・アイアンガーを引き連れて、ギリシャ、中国、ブラジルを格闘旅行し、南米パタゴニアで日本の総合格闘家の老人に会う。彼のもとで1年間修行後、富士山麓の秘密格闘技道場タイガー・ピラミッダーの後継者に任命される。エジプトでアブ・サカラ老人からタイガーマスクの覆面をもらい、大会で10人勝ち抜いて優勝し「覆面レスラー世界チャンピオン」となる。
一方、石油王アーマン・ハッサン率いる宇宙プロレス連盟（地下プロレス）は、日本プロレス界の乗っ取りを企んでいた。そんな折、突如日本マットによみがえった「タイガーマスク」は普段は亜久竜夫として日の出スポーツの新聞記者をしながら、新日本プロレスのアントニオ猪木らとともに宇宙プロレス連盟から送られる刺客たちと戦い続ける。宇宙プロレス連盟は、最後の刺客であるブラック・タイガーが敗北し、速やかに手を引いていく。
ブラック・タイガー戦で見せた新必殺技「スペース・フライング・タイガー・ドロップ」を引っさげ快進撃を続けるタイガーマスク。猪木の計らいで海外遠征をすることとなったタイガーはニューヨークへ飛び、ジュニアヘビー級の世界王者の栄光をつかむ。だが、それはメキシコ・プロレス界の刺客たちとの新たな戦いの始まりでもあった。物語は新たなタイガーの戦いを示唆する形で終わる。

## 登場した実在外国人レスラー
- アンドレ・ザ・ジャイアント
- アブドーラ・ザ・ブッチャー
- スタン・ハンセン
- ハルク・ホーガン
- ボブ・バックランド
- ダイナマイト・キッド
- ダスティ・ローデス
- タイガー・ジェット・シン
- ミル・マスカラス
- ドリー・ファンク・ジュニア
- テリー・ファンク
- ザ・シーク
- バッドニュース・アレン
- ローラン・ボック

このうち、ハンセンからタッグマッチでギブアップ勝ち（逆エビ固め）。ホーガンからタッグでピンフォール勝ち。バックランドとシングルで無効試合（ブッチャー乱入）。キッドとシングルでピンフォール勝ち（ジャーマン・スープレックス）。

## 登場人物
アニメ版で登場したキャラクターは、声も併せて記載している。

### 新日本プロレス
亜久 竜夫 / タイガーマスク二世
声 - 堀秀行
6 - 7年近くの空白を開けて甦った第2代タイガーマスク。自称的な後継者だが伊達直人の遺志を受け継ぐことを観客に公言した。その正体は日の出スポーツの新聞記者「亜久竜夫」だが、連載開始からしばらくは正体が明かされず、作中で初めて素顔が描かれたのはヘル・ホークス戦前の日の出スポーツ編集部でのスポーツ記者・亜久竜夫として登場したシーンからである。直人と同じく孤児院「こまどり学園」（アニメ版では「ちびっこハウス」）出身。レスラーとしても同じく「虎の穴」の出身である。なお、前作では竜夫らしき人物は全く登場していない。当初「黄色い悪魔」だった初代に対し、最初から正統派レスラーとして確立されている。タイガー・フィニッシュ雪崩地獄、ダブル・ハンマー、あばれ太鼓などのオリジナル技をいくつも持っているが、伊達直人タイガーマスクのような決まった大技はない。竜夫としては直人同様に普段は冴えなく、お人好しである。
竜夫本人の弁によればこまどり学園の孤児の中で一番運動神経に恵まれ、体が大きかったという。こまどり学園時代の少年の姿については、宇宙仮面SFとの対戦後に伊達直人が死んだことを語る場面で描かれてはいるものの、顔は影で隠して描かれていた。
亜久竜夫として、あすなろ学園という施設にブッチャーを伴い慰問に行った際には300万円を寄付している。
アニメでは復活までの期間を現実の時間経過と同様にしており、8 - 9年近くの空白を開けて甦った設定となっていて、「正義が力」を旨としている。第15話からはピラミッドチャンピオンベルト（後述）を装着して登場する。好物はラーメン来々軒の「チャーラーメン（炒飯+ラーメン）餃子セット」。先代と比べるとかなりの大食漢。周囲には北海道で両親が牧場を経営していると公言しているが、実際はアメリカの新聞社の下棲み生活で社会の不合理に直面し、虎の穴に引き込まれた経緯がある。
私生活では、立花一也が所属している少年野球チーム「あすなろ」のコーチ（後、監督）を引き受けている。スポーツ全般に通じているらしく、第1話ではサッカークラブのコーチをこなしている。第22話にて、アパート取り壊しに伴い、ピート少年（後述）と共に岩井三太郎（一也の同級生）の家に下宿する。下着はブリーフを着用。赤いスポーツカー「プラズマGT」を常用しているが、タイガーマスクとして活動している時は車体を構成するパネルが裏返り虎柄に変形、「タイガーハリケーン」となる。
アニメ最終話でハッサンから宇宙プロレス連盟敗北宣言を聞き、タイガーマスク二世としての使命は終わったとして自らマスクを脱いで正体を明かした。ただ、先んじて第29話で相棒のみどりに正体を知られてしまっている。
声を担当した堀は、前作のアニメ版を題材としたタイピングゲーム『タイガーマスク虎打 〜タイピング虎の穴〜』で先代タイガーマスクの伊達直人の声を担当したほか、後作の『タイガーマスクW』では別レスラーの声を担当した。
アイアンガー
二世のスパーリングパートナーの虎。鎧を装着している。竜夫がインドで修行中の旅の際に出会った。竜夫に襲いかかってきたが足を銃で負傷していたのを竜夫により治療され、以後はスパーリングパートナー兼用心棒となっている。
アントニオ猪木
声 - 田中崇（現：銀河万丈）
新日本プロレスのエース。世界NWFチャンピオン。初代タイガーマスクとも共に闘った。タイガーと協力して宇宙プロレス連盟と戦う。
アニメ版ではタイガーの素性を知った上で協力している。なお、当時の彼の妻である倍賞美津子は台所で洗い物をしている後ろ姿で登場している。
山本小鉄
プロレス解説者。新日本プロレス所属。ヘル・ホークス戦、死神シルバー＆青銅マッスル戦で解説を務めている。
アブドーラ・ザ・ブッチャー
声 - 佐藤正治
当初は全日本プロレス所属だったが、物語後半より新日本プロレスに移籍する。カナダ出身。身長168、体重140kg（本作設定）。得意技、地獄突き。悪役レスラーでタイガーマスクの首を取ることを公言しながらも、宇宙プロレス連盟に対してはスカウトを断るなど良く思っていない。劇中では宇宙プロレス連盟のレスラーの引き立て役（噛ませ犬）的扱いが多かった。試合以外の場面では、愛嬌のある三枚目的なキャラクターとして描写されている。
アニメでは日の出スポーツが企画した「ブッチャー物語」の連載で本人にインタビューする場面があり、有吉みどりの取材などでディスコで踊るなど茶目っ気もある。第24話にてタイガーと対戦する。本作におけるブッチャーの描写は、梶原一騎原作の他作品である『プロレススーパースター列伝』に準拠する内容が多い。なお、24話でみどりに対して、ここだけの話としてこっそりと離婚についてのいきさつを打ち明けているが、『プロレススーパースター列伝』において、昼飯を奢った梶原一騎に対して気軽に打ち明けた内容である。最終話で観客として登場している。
スタン・ハンセン
声 - 北川米彦
当初は新日本プロレス所属で、アンドレ・ザ・ジャイアントとタッグを組み、外人最強レスラーコンビとして猪木・タイガー組と対戦。必殺技はウェスタン・ラリアート。宇宙プロレス連盟のアーマン・ハッサンの使いから猪木・タイガー組を半殺しにすれば10万ドルずつ渡すと伝えられて激しいファイトを展開した。その試合を観戦していたハッサンはハンセンとアンドレの実力について「地上プロレスでは最強だが、地下プロレス界に来たら二流にすぎない」と評している。
再登場した時にはハルク・ホーガンとタッグを組み、タイガー・藤波組の「竜虎コンビ」と対戦している。その後馬場の引き抜きにより全日本プロレス所属となり、馬場との試合に乱入してきたブラック・タイガーにウェスタン・ラリアートを空振りさせられるという屈辱を味わわされる。
アニメでは一貫して新日本プロレス側の選手として描写されている。第26話より登場。来日して記者会見をひらき、宇宙プロレス連盟の挑戦を受けると宣戦。デビル・ピューマと対戦した。第30話では猪木と共にタイガーピラミッダーで、バトルロワイヤル戦に独りで挑むタイガーを見守っていた。
アンドレ・ザ・ジャイアント
声 - 佐藤正治
ハンセンとともに外人最強レスラーコンビとして猪木・タイガー組と対戦。ハッサンが覆面レスラー「ツターン・カーメン」として参戦した世界プロレスグランプリにはヨーロッパ代表として参戦している。
アニメでは第29話より登場。藤波辰巳と対戦して勝利するが、宇宙プロレス連盟のザ・ストロングスに苦戦する。

### 新聞社関係
日の出スポーツデスク
声 - 大塚周夫
何かとドジな竜夫を怒鳴りつける上司。ぶつぶつ文句を言いながらも面倒見の良いお調子者。容姿について本人はいかりや長介そっくりと言われたと語っている。
アニメ版ではより詳しい人物描写がなされた。妻に逃げられ（妻帯で3児の父親）ており、純子の前では独身のふりをしていたが、事故で大怪我をして再会した妻子とよりを戻した模様。千葉県立佐倉高校→立教大学野球部出身で長嶋茂雄の先輩にあたる。新潟出身で訛りが取れない。
有吉 みどり
声 - 川島千代子
日の出スポーツの記者。竜夫をコンビを組んでるがドジで頼りない竜夫のために特ダネを取り逃がすことが多い。しかし、そんな竜夫を憎からず思っており好意を抱いている。髪型は初登場時はショートカットだったが、ツターン・カーメンが登場する試合をテレビで観戦するシーンでの登場からポニーテールになっている。
アニメ版ではオートバイを使用するカメラマンで、快活な女性として描かれた。常にレーシングスーツを着用している。
第29話で竜夫とジーナを追いかけようとした弾みで、竜夫の普段とはまるで違う身体能力と乗った車がタイガーハリケーンに変化したのを目撃してしまい、竜夫がタイガーマスク二世の正体と知る。
石松記者
声 - 宮内彰 → 塩沢兼人
他社の記者。アニメ版のみの登場。竜夫から原稿の代筆をよく依頼される。
才賀記者
声 - 田中秀幸
日の出スポーツのライバル会社、日刊スポーツのエリート記者。アニメオリジナルキャラクターで後述する妹の美奈も同様である。みどりに好意を持っているが当人は竜夫が気になるために相手にされていない。ギラドに一流紙のデスクの地位を条件に、竜夫の身辺調査を引き受ける。妹の美奈を人質にジーナ殺害を強要されるに至り、ジャーナリストの良心に反すると拒否したため、ゲラーの銃弾によって致命傷を負わされる。駆けつけた竜夫の姿で彼の正体がタイガーマスク二世であることを悟り、「みどりのことを頼む」と言い残して息を引き取る。仙台市出身。
才賀美奈
声  - 中島千里
才賀記者の妹。高校生。ジーナのアジト近辺で彼女の生活品の買い出しを竜夫がしているときに偶然出くわし、そのことを兄に話してしまう。ジーナ暗殺の指令を才賀が躊躇したとき、「彼女の行動を把握している」とギラドが恐喝材料にした。兄の死を契機に、親元である仙台に帰った。

### 宇宙プロレス連盟

#### 原作・アニメで登場
アーマン・ハッサン /  ツターン・カーメン / ザ・ストロングス
声 - 大塚周夫、大見川高行（少年時代）　
世界の石油王。若い頃はアマレスと空手を武器にアメリカで活躍する悪役レスラーだったが、父の石油財閥を継ぐために引退。その後世界各国から有望な若者をスカウトし、日本プロレス界の乗っ取りを企み、ついにトレーニングジムを設置した豪華客船アーマン・アラー号（アニメ版ではオイルキング号）にて来日する。
日本にとって石油輸出国のトップという立場を利用して、日本の政治家たちに石油の輸出を止めることをちらつかせ、タイガーや猪木の実力を封じようとしている噂があると日の出スポーツの記者として取材に来た竜夫が伝えると激昂し、送り込んで来た刺客との対戦でタイガー・猪木が負ければ石油の輸出をストップする旨を宣言。これにより、タイガーと猪木は宇宙プロレス連盟の刺客との戦いに全力で戦うこととなった。
「ツターン・カーメン」という覆面レスラーとして、タイガーマスク二世の実力を見極めるべく竜夫と対戦もしている。カラテ殺法を必殺の武器としており、レスラーとしての実力も確かでブッチャーを圧倒するほど。最後の刺客として送り込んだブラック・タイガーが倒されると竜夫の実力に敬意を表し、敗北を認めて自身の客船で日本を去って行った。
イスラム教徒だが、作中では戒律のために飲むことを禁じている酒を美女をはべらせながら飲んでいるシーンが描かれていた。
もともと大富豪の御曹司として何不自由なく人生を歩んできた原作に対し、アニメ版では壮絶な人生を歩んできたことが描写され、独立戦争の少年兵だった過去が描かれた。砂漠の貧しい祖国を戦車で蹂躙され、爆撃機で両親と妹のケートを殺されて文明国を憎むようになる。また、欧米が作った国際社会のルールに追従する日本人も白人と同視する。当初は宇宙プロレス連盟の影の支配者としてベールに包まれていたが、第15話にて試合場に登場、宇宙プロレス連盟の盟主であることを公言。正体が明らかになった後もクレジット表記は宇宙プロレス連盟々主だった。日の出スポーツ（竜夫）からの取材に対し、「力こそ正義」が信念であると答えている。アニメではツターン・カーメンとして登場することはなく、宇宙プロレス連盟の最強レスラー「ザ・ストロングス」として正体を隠し登場。得意技はエルボーアタック。第32話にてアンドレ・ザ・ジャイアントを相手に、圧倒的な強さを見せる。最終回となる第33話では宇宙プロレス連盟最後の刺客として、竜夫と死闘を展開。「力こそ正義」が信条だったが、竜夫との対戦の中でその考えを改め反則は行わずフェアープレーに徹して戦った。その最中、本国で勃発した革命により自らの政権が打倒されたのと呼応するように心臓発作で死亡した。
宇宙仮面SF
声 - 岸野一彦
宇宙プロレス連盟の刺客、第1号。アリゾナ州出身。身長185cm、体重112kg。得意技、宇宙脳天逆落し、宇宙遊泳キック。
大相撲夏場所に乱入し、2人の三役力士を瞬時に同時KOして日本プロレス界に宣戦布告した。後日、ジャンボ鶴田とブッチャーの試合に乱入し、リング上で猪木の指示に従い、宇宙プロレス連盟を相手にしない鶴田を苦しめる。抗議を入れた少年・立花一也に暴力を振るうが、そこへ現れて一也を救ったタイガーと対戦。
アニメ版では初登場が日本武道館で開催された全日本柔道選手権大会となっていて突如乱入し、宇宙プロレス連盟の狼煙をあげた。また、後日乱入する試合で襲撃する相手も東京体育館で興行中の坂口征二に変更されている。原作ではタイガーが宇宙プロレス連盟の目的を聞き出そうとしたところで現れた吸血仮面ザ・ハットにより連れ去られ正体はわからずじまいだったが、アニメ版ではNASAの元宇宙飛行士・ヘンリー少佐となっており、原作では登場しなかった妻子も登場している。
ナンシー、ジョージ
声 - 恵比寿まさ子（ナンシー）、杉原未樹（ジョージ）
アニメオリジナルキャラクターでヘンリー少佐の妻子。
ナンシーはヘンリー少佐夫人。難病に苦しむ息子ジョージの金策のために宇宙プロレス連盟に加入した夫を案じていた。
ジョージはヘンリー少佐の長男。手術費も渡航費用もタイガーマスク二世が出したことを聞き、当初は手術を拒むが、タイガーマスクの正々堂々とした生き方に感銘して、手術を受け入れる。手術成功後、第10話にて母と共に帰国した。
吸血仮面ザ・バット
声 - 寺田誠（現：麦人）
宇宙プロレス連盟の刺客、第2号。タイ出身。身長187cm、体重103kg。得意技、三段キックアンドナックル。正体はタイ式ボクシング重量級チャンピオンのタジャット・ソムキ。人気レスラーのブッチャーを滞在ホテルで襲撃し、初陣を飾った。吸血攻撃と称して牙でかみつき攻撃を行い、そこから麻酔薬を注入してタイガーや猪木と対戦して勝利するが、猪木を倒した直後に乱入したタイガーに入れ歯の仕掛けを見破られる。タイガーはコブラツイストで宇宙プロレス連盟の目的を白状させようとしたが、連盟の刺客がサイレンサー（消音銃）で発射した麻酔弾で眠らされてタンカーに搬送後、夜中に雲隠れしてしまったために暴くことができなかった。だが、入院の際に医者たちに素顔を見られていたことで正体が判明した。
アニメではホテルで襲撃したレスラーがビッグ・ウッドに変更された。また、タイガーマスクに敗北後、Mr.WHO 1号&2号に処刑されている。
Mr.WHO（ミスター・フー）　1号&2号
宇宙プロレス連盟の刺客、第3号。二人組で双子の兄弟。？マークが付いた黒いマスクを着けている。テキサス州出身。身長205cm、体重160kg。得意技はサンドイッチキック、ダブルエルボーパット。巨体ながらも身軽な動きでタイガー＆猪木コンビを驚かせた。また、無理な体勢からのキックで猪木のアゴを蹴るなどゴムのように柔らかい体をしている。二手に分かれて猪木の顔面に飛び蹴りのサンドイッチを喰らわせる「サンドイッチキック」を披露するなど、息の合ったコンビネーションも見せている。
覆面に凶器を隠していてそれを利用した頭突きを行うが、逆にそこをタイガーと猪木に突かれて敗北。正体は“双子のピート”と言われたプロフットボーラー。
アニメでは正体は双子のピートを謳われたNFLのスター選手、スタール兄弟となっている。敗退後、アイアン・マスク（リタ）によって毒殺された。
ヘル・ホークス
声 - 佐藤正治、戸谷公次
宇宙プロレス連盟の刺客、第4号（アニメでは第5号）。二人組。エチオピア出身。身長各182・183cm、体重各110・112kg。得意技、ヘル・アロー。頭に乗せた鷹を「生きた凶器」として用い坂口&藤波組を苦しめる。
青銅マッスル
声 - 田中康郎
宇宙プロレス連盟の刺客、第5号（アニメでは6号）。身長215cm、体重220kgの巨漢。得意技、怪力地獄落し。死神シルバーの相棒。ヒマラヤ出身で地元部族の酋長だった。その容貌から雪男の末裔とアナウンスされる。地元ヒマラヤ山麓にて猟銃で撃たれ、重症を負って気絶していたところをピート少年に救われたため、ピートの命令のみを受け付ける。全身を筋肉で覆われている。シルバーとタッグを組み、タイガー・猪木コンビと対戦。タイガーの新必殺技タイガー・フィニッシュ雪崩地獄で敗れた。
アニメ版でもシルバーと組んでタイガー・猪木コンビとタッグマッチを行うが、シルバー暗殺後にタイガーとシングルマッチで対戦。唯一の弱点であるアキレス腱を突かれてタイガーに敗れる。第27話にて、ピートと共にヒマラヤに帰郷、息災であることが判明する。
ピート
声 - 中野聖子
青銅マッスルに指令を出す少年。ヒマラヤで負傷したマッスルを手当した縁でマッスルのセコンドを務める。マッスルの敗北後、彼の言葉を伝えてマッスルとともにリングを去った。
アニメ版ではより詳しい人物像が描かれた。両親はジャングルで白人向けガイドを務めていた。虎に襲われた母を救うべく立ち向かった父が重症を負った際、白人ハンターは虎を仕留めるもドキュメンタリー撮影に終始して、瀕死の重傷に喘ぐピートの父を見殺しにした。このため、白人や文明に憎悪をたぎらせている。彼の瞳の奥で光る憎しみと同じものをタイガーはハッサンに見出す。母親の死後、マッスルと共に宇宙プロレス連盟に加入。青銅マッスル敗北後は竜夫に引き取られ、竜夫の下宿先で共に生活を営む。あすなろチームでは背番号8。竜夫はこのまま日本に暮らして学校へ行くことを勧めるのだが、帰郷してマッスルと一緒に密猟者から動物を守る仕事をしたいと将来の希望を語る。第27話にて、マッスルと共に故郷のヒマラヤに着いた旨、三太郎宛で手紙を送っている。
死神シルバー
声 - 戸谷公次
宇宙プロレス連盟の刺客、第5号（アニメでは6号）。身長190cm、体重135kg。青銅マッスルの相棒。南米アマゾンの奥地に住み、アマゾン奥地に住むという兄弟吸血コウモリを神とあがめる吸血人種だったのを、彼らの神である巨大吸血コウモリをまつる神殿を作ることを条件に宇宙プロレス連盟がスカウトした。腰まで伸びた銀髪と角の付いた鬼の面のようなマスクを着けている。吸血人種らしくマスクに付いた牙でかみつき攻撃を行うほか、アニメ版では角を突きたてた攻撃も行っている。
アニメでは設定が大きく変更され、正体は“銀の弾丸”と呼ばれた南アフリカの陸上競技選手、シルバー・コーネルとされた。また、シルバースペースヘッドアタックを得意技としている。原作よりも人物描写が格上げされており、反則を行わないタイガーマスク＆猪木組に影響を受け、正々堂々と勝負を決すべく連盟を離脱。アスリートの誇りにかけて世界陸上競技大会が開催されたオリンピック・スタジアムで戦った。タイガーマスクをかばって宇宙プロレス連盟の暗殺部隊S.P.I.に致命傷を受け、恋人マリアと再会することなく息絶えた。タイガーに青銅マッスル攻略のヒントを授ける。
マリア
声 - 山口奈々
アニメオリジナルキャラクター。シルバー・コーネルの恋人。死期の近い父の決めた婚約者と結婚するため帰国の途上にあり、恋人だったシルバーと話し合うために成田空港で彼を待っていた。しかし、瀕死のシルバーは間に合わず、タイガーマスクと絶命したシルバーが空港に着いたときには、既に出発した後だった。

#### 原作にのみ登場
エジプタス
原作における宇宙プロレス連盟の刺客、第6号。全身を包帯で巻かれた「ミイラ」姿のタッグチーム。空手の道場に向かおうとしたタイガーとブッチャーの前に現れ、タイガーのポルシェを破壊、2人に強力な頭突きと壊したポルシェのボンネットなどを用いた凶器攻撃を見舞う。そこに警察が駆けつけて来るとたちどころに去って行った。そのリベンジを果たそうとしたブッチャーは相棒のバット・ニュース・アレンとのタッグでエジプタスに挑むが逆に返り討ちにあう。坂口・藤波組も敗北し、猪木・タイガー組と対戦。頭突きを出させないように頭部を攻撃するもそれが全然効かず、ふとしたタイガーの攻撃ミスがきっかけで頭の上に鋼鉄ハンマーを乗せていることが判明するとたちまち逆転され敗北する。
アイアン・マスク / キッド・ジャマイカ
ロボットのようなマスクを着けた黒人レスラー。アニメ版でも同名のレスラーが登場しているが性別も姿も異なる。原作における宇宙プロレス連盟の刺客、第7号としてタイガーと対戦。名前が示すように鉄仮面に見えるが、その場合は凶器を身に付けているとみなされ試合ができなくなるので実際は特殊なプラスチックとメッシュでできている。マスクには錠が掛かっていることから、タイガーは覆面剥ぎデスマッチを提案した際にハッサンへ解錠のための鍵を要求することとなった。必殺技はパイルドライバーの体勢でコーナーを登り、最上段からリングへと降下する「スーパー・ハイアングル・パイル・ドライバー」。正体はキッド・ジャマイカという黒人レスラーで、圧倒的実力だったが人種差別のためにまともな試合を組ませてもらえなくなり、とある試合でボブ・スタンレーという白人レスラーを前述の必殺技で死なせてしまったことからKKKに狙われてしまいハッサンの庇護を受け宇宙プロレス連盟の覆面レスラーとなった。
ブラック・タイガー
原作における宇宙プロレス連盟最後の刺客。ツターン・カーメンとしてタイガーと手合わせし、実力を見極めたとするハッサンが送り出した宇宙プロレス連盟の最強レスラー。初登場時のキラー・カーンとの対戦では、その前に行われたタイガー対ダイナマイト・キッドの試合と全く同じ試合進行でキッドを下しタイガー本人に「おれの影」「おれのネガ・フィルム」と言わしめた。必殺技もタイガー同様にタイガー・スープレックスを使えるうえに、タイガー以上の破壊力を持つ。タイガーと同じデザインのマスクおよびリングコスチュームだが、肌は褐色で体格的にはタイガーよりも一回り大きい。カーン戦直後に襲いかかって来たブッチャーを軽くいなし、全日本プロレス側の馬場VSハンセン戦にも乱入したことで、新日本プロレスと全日本プロレスを潰し合わせるように仕向ける。ブッチャーとの再戦では猪木の必殺技であるコブラツイストで仕留めようとしたところを猪木の乱入で無効試合にされるが、自分こそが本当の勝者と観客に知らしめた。ついに迎えたタイガーとの対戦ではケンカ殺法でタイガーの意識を約10分にわたって失わせるも、闘争本能だけの手負いの虎となったタイガーの反撃を許してしまう。この試合は場外乱闘となり両者リングアウトの引き分けに終わったがタイガーの足を負傷させ、タイガーに「ボクシング式の採点なら おれが判定負けの内容だった」と言わしめた。再戦でも負傷した足をかばうタイガー相手に優位に試合を進めるが、タイガーの新必殺技スペース・フライング・タイガー・ドロップの前に敗れる。
現実の佐山タイガーのライバルレスラーとしてブラック・タイガーが登場しており、それと連動する形で漫画にも登場することとなった。

#### アニメにのみ登場
ギラド
声 - 田中康郎
ハッサンの腹心。常にハッサンの帷幕にいたが、部下のゲラーが独断行動による失態を演じたため、ジーナによる革命を許してしまう。革命勃発後は本国にて指揮を執るも敗退し、倒壊したハッサン像の下敷きになって死亡した。
SPI長官ゲラー
声 - 岸野一彦
ギラドの部下で宇宙プロレス連盟の諜報部長官。前作の虎の穴におけるミスターX的な役回りを担う。暗殺部隊S.P.I.を率い、敗北したレスラーや裏切り者を処分した。ギラドの指示無くジーナの居所を知る才賀記者を殺害してしまったため、本国の革命を阻止できなかった。29話で裏切ったデビル・ピューマを処刑しようとして崖から転落する。
リタ / アイアン・マスク
声 - 中谷ゆみ
ニューヨーク出身。身長175cm、体重75kg。「L.A.デイリータイムズ」の記者で褐色碧眼の美女。第10話、11話のゲスト。スタール兄弟と宇宙プロレス連盟との関係を取材するために来日する。かつて、竜夫とともに虎の穴で地獄の特訓を受けた女性レスラーで、あまりに強すぎて他の練習生が女であることに気付かなかったという実力の持ち主。スラム街出身で、当局がスラム住民を強制退去させようとしていることを知り、街全体を買収するために宇宙プロレス連盟から契約金を受け取り、暗殺者になった。竜夫を愛していたが、自らの業の深さを省みて断念。みどりにエールを送る。
竜夫とは宇宙プロレス連盟の刺客、第4号のアイアンマスクとして対戦。得意技はアイアン・チョップ。太極拳の遣い手。手甲に仕込んだ鉤爪にしびれ薬を塗布している。Mr.WHO暗殺とタイガーマスク打倒のために来日した。タイガーとの手合わせの中、お互いの正体に気付く。全2話の登場だが、テーマソングが作られたキャラクター。
デビル・ピューマ
声 - 田中秀幸
第22話より登場。アニメにおける宇宙プロレス連盟の刺客、第7号として登場。アルジェリア出身。身長189cm、体重98kg。得意技、デビル・チョップ。第25話で登場。連盟に挑戦状を叩きつけたスタン・ハンセンと対戦。第30話で死神シルバーと同様、リング外でタイガーに正体を打ち明けて正々堂々と勝負を挑んだ。
正体は頭に巻いたタオルがトレードマークの“ミスタープロ空手”と呼ばれた空手家、キング・ウィリアムズ。巨大な熊を正拳で倒し、闘牛場では手刀で闘牛の角を折り、飛び蹴りと正拳突きの連続技で闘牛を倒している。来日して、宇宙プロレス連盟からのスカウトを拒否したブッチャーの闇討ちを実行する。最終話でブッチャーとともに観客として登場している。
白魔ナイト
声 - 岸野一彦
アニメにおける宇宙プロレス連盟の刺客、第8号として登場。宇宙プロレス連盟・実力ナンバー2。得意技、爆発ジェットドロップ。バトルロイヤルによるデスマッチに宇宙プロレス連盟代表として参加する。他のメンバーは、アメリカ代表はスパイダーマン、西ドイツ代表はドリルマン、スペイン代表はピエロ魔神、メキシコ代表はスカルトマン、エジプト代表はザ・スフィンクス。

### その他
ジャイアント馬場
全日本プロレス所属。物語冒頭の宇宙仮面SF戦で特別解説者として登場。前作では初代タイガーマスクのパートナーとして登場したが、本作では新日本プロレスとの絡みがクローズアップされているために登場シーンは少なく、アニメには登場しない。
新日本プロレスから引き抜いたスタン・ハンセンとの試合をブラック・タイガーによって邪魔された際には、ブラック・タイガーを新日本プロレス所属とみなして猪木に抗議を行っている。
立花 一也
声 - 間嶋里美
宇宙仮面SFよりタイガーマスクに助けられたことで、ジャンボ鶴田のファンから乗り換えた少年。ザ・ハット戦でタイガーが負けたときに他のファンが悪口を言った時にはタイガーをかばい、ヘル・ホークス戦ではテレビ局のアナウンス席に行ってマイクを奪って石油王ハッサンに抗議を行った。原作では姉の純子ともどもホークス戦以後は登場していない。
アニメではタイガーに乗り換える前にファンだったレスラーが坂口征二となっている。横かぶりの野球帽がトレードマークとなり、上原第三小学校の児童で、あすなろチームでは背番号1。姉夫婦には付いて行かず、東京に残っている模様。
立花 純子
声 - 小山茉美
一也の姉で藤波の大ファン。ハット戦後、和也を連れてタイガーの控室を訪れた際にタイガーは彼女と会った時の印象を「こまどり学園の若月ルリ子に似ている」と語っている。
アニメ版では東都大学附属病院勤務の看護婦。最終話間際、僻地医療に従事するため森田医師と結婚して東京を離れる。
長島茂雄
声 - 野田圭一
読売巨人軍前監督。日の出スポーツデスクの高校時代の後輩（本作設定）。ヘル・ホークスの「生きた凶器」に対抗するため、竜夫から千本ノックを依頼される。「よけようとする気持ちがあるからよけい球が見えなくなる。大事なのは向かっていく気迫だ」と叱咤し、それが新必殺技「タイガーホークス落とし」開眼の決め手となる。
アニメ版では最終話にも観客として登場する。
アブ・サカラ老人
声 - 雨森雅司
レスリング発祥の地エジプトにて五千年続く「影の世界チャンピオン大会」を行うファラオレスリング集団の当代主催者。参加者は動物のマスクを被る掟があり、竜夫は迷わず虎のマスクを選んだ。部外者のタイガーマスク（竜夫）が優勝したことから保守派の反乱が生じて集団は崩壊したが、その際、ピラミッドチャンピオンベルトと宝石を竜夫に託した。サカラ自身、現役時代にエド・ルイス、ルー・テーズ、力道山の挑戦を受けたがいずれも退け、ファラオレスリング集団の栄光を守った（本作設定）。
アニメ版では第14話の回想シーンで登場。
アシダ
声 - 岸野一彦
ファラオレスリング集団最強のレスラー。門外不出のピラミッドチャンピオンベルトを部外者のタイガーに所持されるのを快く思わず、他のファラオレスラーたちに呼びかけて、サカラ老人に反乱を起こす。アニメでは第14話の回想シーンで登場。
若月 ルリ子
声 - 山口奈々
前作の登場人物。宇宙仮面SFとの対戦後、タイガーが二代目であることを明かすシーンでこまどり学園での少年時代に思いをはせるシーンで登場。前作の主人公である伊達直人や彼女の兄である若月先生も登場している。
アニメでは第32・33話の「ちびっこハウス」のシーンで登場。初作の最終回で伊達直人に誓ったように、第2作でも孤児の育成を続けている。なお、竜夫の「ちびっこハウス」での登場は彼女の回想シーンの幼少の頃のみである。
アンデスの老人
声 - 八奈見乗児
竜夫が武者修行のために世界を巡った最後の地、南米パタゴニアで遭遇した老武道家。竜夫の素質を見込み、修行を施す。竜夫が日本に帰国する際、富士の樹海に存在し「日本格闘技の故郷」とも伝わるタイガーピラミッダーを竜夫に託した。
郷 カオル
原作にのみ登場。ブラック・タイガー戦後に行われたボボ・スーダンとの試合で勝利したタイガーに、カトレアの花束を贈った女性。新日本プロレスのスポンサーである自動車メーカー、ロッキー・モーターズ会長令嬢。21歳。タイガーの熱狂的ファンで、自身の誕生日パーティーにタイガーを招待する。パーティーでは父親の郷会長とともに現れ、タイガーに求婚。さらにはタイガーがいないにもかかわらず一人で勝手に婚約会見を開いてしまう。これにより「恩人である郷会長に抗議して恥をかかせたくない」とする猪木のはからいにより、ほとぼりが冷めるまでタイガーは海外遠征に出てジュニアヘビー級の世界王座へ挑戦することとなった。何事も自分の思うままにできると信じ込んでいるカオルを、タイガーは「ブラック・タイガーより強敵だ」と評している。
ジーナ・ゴストラ
声 - 横沢啓子（現：よこざわけい子）
アニメオリジナルキャラクターで第27話より登場。国家の頂点に立つアーマー・ハッサンに立ち向かう反政府組織の一員。弟は反政府デモに参加している最中に命を奪われている。最終話にて革命に成功し、その旨を竜夫に打電している。
アナウンサー
声 - 矢田耕司

## 書誌情報
少年画報社 ヒットコミックス タイガーマスク二世
1. 1981年 5月15日
2. 1981年 7月15日

※少年ポピー休刊のため未完となっている。
講談社コミックス（マガジンKC）タイガーマスク二世
1. 1982年 7月 ISBN 978-4-06-172841-7
2. 1982年 7月 ISBN 978-4-06-172842-4
3. 1982年 7月 ISBN 978-4-06-172843-1
4. 1982年11月 ISBN 978-4-06-172851-6

講談社漫画文庫 タイガーマスク二世
1. 2001年12月12日 ISBN 978-4-06-360133-6（解説：堀秀行）
2. 2001年12月12日 ISBN 978-4-06-360134-3（解説：水木一郎）

## アニメ
テレビ朝日系列で1981年4月20日 - 1982年1月18日に放送。全33話。
テーマはオープニング主題歌の冒頭で叫ばれる「力が正義ではない。正義が力だ」。これは「権力や暴力（を持つ者）が正義となるべきではなく、正義（を持つ者）こそが本当の力となるべき」の意で、世界とプロレス界を支配しようとする独裁権力者との戦いを描いている。第27話よりハッサンの独裁に対する反政府組織の女性キャラクター・ジーナが登場、プロレスによるタイガーの戦いと並行して彼女の反政府活動も描かれるようになる。原作とされている漫画は宇宙プロレス連盟の戦いからメキシコプロレス界との新たな戦いが始まることを示唆したところで「これからもタイガーの戦いは続く」といった形で尻切れに終わったが、アニメ版は宇宙プロレス連盟盟主であるアーマン・ハッサン自身が最後の刺客・ストロングスとしてタイガーと対戦、タイガーの勝利と併せて革命によりハッサンの政権が打倒されたことが描かれ物語は完結している。
テレビ朝日系列での放送なので、新日本プロレスの協力を得ており、タイガーマスクの後見人はアントニオ猪木のみとなった（猪木はテーマソングまで作られるほどにクローズアップされている）。前作の放送局である日本テレビ系列の全日本プロレスのジャイアント馬場は登場しない。また初期には実在の外人レスラーを使うことを避け、多数のオリジナルのレスラーを登場させている。外人レスラーでは本作開始直後の5月に全日本プロレスから引き抜いたアブドーラ・ザ・ブッチャーや、新日プロ常連のスタン・ハンセン、アンドレ・ザ・ジャイアントの3選手が第23話から実名で登場。日本人レスラーでは、前作『タイガーマスク』に登場したレスラーでは猪木と坂口征二が実名で登場した他、藤波辰巳も実名で登場している。
前作との共有点は、主人公の出身である「ちびっこハウス」と「虎の穴」のみである。敵組織は「虎の穴」から大富豪にして某国の実権者であるアーマン・ハッサンが組織した「宇宙プロレス連盟」に変わった。この某国は中近東にあるとされており宇宙プロレス連盟幹部であるギラドのコスチュームもそれを思わせるものであるが、ただし正確に中近東、アラブと明言されてはいない。
「虎の穴」については、総帥が「正統派プロレスで、自分を超える者を『最強のレスラー』として輩出させたいという本心を持っていた」という設定がなされており、他にも女子であるリタの入門を許したり、特訓後に悪役レスラーとして拘束せず、卒業させるなど相当に印象が変わっている。ミスターXなどの「虎の穴」の暗部を担う存在も登場せず、本作に関する限り悪の組織としての印象はかなり低くなっている。ただし、死亡確実の残酷な罠が存在し、脱走者は即処刑など、アニメ第1作初期の頃の組織体制に近い。
その代わり、宇宙プロレス連盟側にミスターXと容貌が酷似したSPI長官ゲラーが登場しており、ミスターX同様に汚い仕事を担っている。また、宇宙プロレス連盟は敗北した宇宙仮面SFを猛獣との格闘刑で、吸血仮面ザ・バットを次なる刺客のデモンストレーションで処刑する、ミスター・フーを毒殺するなど多数の殺人も犯しているが、暴力のみならず「金で人を縛る」手法を多く使用しており、社会的地位を失墜したヘンリー少佐を死んだ仲間の遺族に支払う金に困っているところに目をつけ宇宙仮面SFとしてスカウトする、アメフトチームを丸ごと買い取りタイガーマスクへの刺客に使うなどの描写も見られた。これにのっとり、タイガーマスクが宇宙プロレス連盟に「買われそうに」なった高校生を救うため前払いされた契約金を肩代わりして返すなど、金で解決を図ったケースも登場した。
実在の初代タイガーマスクと並列しているため、番組の終盤に実写の技が紹介されている。その一方で、タイガーをはじめとする登場レスラーの必殺技には物理的に不可能な動きをするなどの非現実な技が存在し、架空の技の解説においては明らかに「真空」と「無重力」を混同するなどの明確な誤りがあるものもあった。
月曜日19:00 - 19:30における『あしたのジョー2』の裏番組だった本作は、当時の視聴率が1桁台の6〜7%に低迷。テレビ朝日編成部の高橋浩は、テコ入れでも上がる気配がないと判断して打ち切りを決定し、3クール未満の全33話で終了することになった。なお、『あしたのジョー』の原作者（高森朝雄）は梶原一騎の別名義のため、同一人物が原作者のアニメが同一時間帯で放送されていたことになる。
関連商品も多く発売されたが、その中でも変り種として劇中に登場する自動車「タイガーハリケーン」のミニカーがポピニカから商品化された。これは、普段「プラズマGT」というスポーツカーであるが、車体が展開してタイガーハリケーンへと変形するというギミックが搭載されている。なお、玩具にはバンパー部分にミサイルランチャーが装備されたが、本編にはそのようなギミックは登場しない。また製品の金型を流用し、本作とは関係のない車種に仕立てた「チェンジマシン」シリーズも発売された。のちにこの玩具のコンセプトを引き継ぐ形で『特警ウインスペクター』のウインスコードが企画・製品化されたほか、2010年には実在の自動車・鉄道車両をベースにした展開ギミックを装備した玩具『VooV』が発売されている。

### プロレスラーとのタイアップ
新日本プロレスは本作とのタイアップで、アニメ放映開始から3日後となる1981年4月23日に佐山聡をタイガーマスクとしてデビューさせた。コスチュームも『二世』を基にしたデザインとなっていて、マガジンKC版の単行本やアニメの関連商品のパッケージなどにも「佐山タイガー」の写真が使われている。また、アニメ終了後も続いた原作漫画ではタイガーマスクのマスクも途中で佐山タイガーの使用しているデザインとなり、劇中でタイガーマスクが繰り出す必殺技も佐山タイガーが用いている技が使われるようになった。
その後、全日本プロレスやみちのくプロレスにも登場し、アニメ終了後も複数のレスラーがタイガーマスクとして活動した。2012年時点の現役のタイガーマスクは4代目である。その他にもタイガーマスクのライバルとして登場したブラック・タイガーや、非公式に名乗ったタイガーマスク、さらにはタイガーマスクを模したレスラーも存在している。

### スタッフ
- 企画 - 田宮武（東映動画）
- 製作担当 - 関良宏、佐伯雅久
- 原作 - 梶原一騎
- 音楽 - 菊池俊輔
- 脚本 - 山崎晴哉
- 漫画原画 - 宮田淳一、辻なおき
- プロレス指導 - アントニオ猪木
- 協力 - 新日本プロレス
- チーフアニメーター - 我妻宏
- チーフデザイナー - 秦秀信
- チーフディレクター - 森下孝三
- テレビ朝日プロデューサー - 小泉美明
- 特殊効果 - 柴田睦子、中島正之、岡田良明、佐藤章二、浜桂太郎
- 撮影 - 菅谷英夫、佐藤隆郎
- 編集 - 田中修
- 録音 - 波多野勲
- 効果 - 伊藤道広
- 選曲 - 宮下滋
- 記録 - 原芳子
- 製作進行 - 津村豊、伊藤文夫、松下健吉、山口克己、豊住政弘、鈴木国生、有迫俊彦、江幡宏之
- 現像 - 東映化学
- 制作 - テレビ朝日、東映

### 主題歌
オープニングテーマ「タイガーマスク二世」
作詞 - 保富康午 / 作曲・編曲 - 菊池俊輔 / 唄 - 水木一郎・コロムビアゆりかご会
冒頭に、竜夫役の堀による「力が正義ではない、正義が力だ!」の台詞が入る。堀は当時を振り返り、力か正義かの二面性を語るこのセリフが難しいものだったと語っている。最初は若さにまかせて声を張り上げるのが精一杯で、何十回となくリテイクを受けたという。
アニメとのタイアップでデビューした佐山タイガーの入場曲としても使われた。
エンディングテーマ「いのちをかけて」
作詞 - 保富康午 / 作曲・編曲 - 菊池俊輔 / 唄 - 水木一郎・こおろぎ'73
左側にトロフィー、右側にタイガーのマスクとチャンピオンベルトが描かれた映像が流れ、途中でタイガーと対戦相手を描いた漫画調のカラーイラストが入る、というもの。宇宙仮面SFやヘル・ホークスと戦うタイガーのカラーイラストが使われている。

### 挿入歌
「リタ」（第10、11話）
作詞 - 保富康午 / 作曲・編曲 - 菊池俊輔 / 唄 - 川島和子
宇宙プロレス連盟の刺客・アイアンマスクとして竜夫と対戦することになったリタの心情を歌った曲。
「燃える闘魂 〜アントニオ猪木〜」（第19話）
作詞 - 保富康午 / 作曲・編曲 - 菊池俊輔 / 唄 - MoJo

### 各話リスト
- 1981年7月27日はテレビスペシャルアニメ『恐怖伝説 怪奇!フランケンシュタイン』のため放送休止。

| 話数 | 放送日         | サブタイトル             | 演出                | 作画監督   | 美術              |
| ---- | -------------- | ------------------------ | ------------------- | ---------- | ----------------- |
| 1    | 1981年 4月20日 | ほえろ！リングの誓い     | 森下孝三            | 阿部司     | 宮本清司          |
| 2    | 4月27日        | 虎の穴で鍛えた男         | 佐々木正広          | 篠田章     | 佐貫利勝          |
| 3    | 5月4日         | マスクをかけた死闘       | 勝間田具治          | 田辺由憲   | 秦秀信            |
| 4    | 5月11日        | 血を吸われたトラ         | 関田修              | 阿部司     | 宮本清司          |
| 5    | 5月18日        | 若者狩り                 | 佐々木正広          | 清山滋崇   | 秦秀信            |
| 6    | 5月25日        | 燃える闘魂               | 吉田健次郎          | 阿部司     | 宮本清司          |
| 7    | 6月1日         | タイガーピラミッダーの謎 | 山内重保            | 篠田章     | 宮前光春          |
| 8    | 6月8日         | 血戦！タッグマッチ       | 高山秀樹            | 田辺由憲   | 佐貫利勝 永島幸夫 |
| 9    | 6月15日        | 危うし！日本プロレス     | 吉田健次郎          | 阿部司     | 宮本清司          |
| 10   | 6月29日        | アイアン・マスクの挑戦   | 佐々木正広          | 清山滋崇   | 宮前光春          |
| 11   | 7月6日         | 非情の掟                 | 吉田健次郎          | 阿部司     | 宮本清司          |
| 12   | 7月13日        | 地獄のタカ               | 勝間田具治 山内重保 | 篠田章     | 佐貫利勝          |
| 13   | 7月20日        | 長嶋茂雄の千本ノック     | 森下孝三 明比正行   | 堀川留子   | 山本俊和          |
| 14   | 8月10日        | 不滅のチャンピオンベルト | 山崎和男            | 阿部司     | 宮本清司          |
| 15   | 8月17日        | 宇宙プロレス連盟とは!?   | 佐々木正広          | 清山滋崇   | 秦秀信            |
| 16   | 8月31日        | ハッサンに迫る亜久竜夫   | 山内重保 明比正行   | 小泉謙三   | 永島幸夫          |
| 17   | 9月7日         | 回想・プロレスへの道     | 落合正宗            | 森利夫     | 秦秀信            |
| 18   | 9月14日        | 罠！ゴング1秒前          | 山崎和男            | 阿部司     | 宮本清司          |
| 19   | 9月21日        | 死神シルバーの裏切り     | 森下孝三            | 木下ゆうき | 窪田忠雄          |
| 20   | 10月5日        | 激走！タイガーハリケーン | 山内重保            | 田辺由憲   | 窪田忠雄          |
| 21   | 10月12日       | ハッサンの秘密           | 関田修              | 岸義久     | 宮本清司          |
| 22   | 10月19日       | 青銅マッスルを倒せ!      | 佐々木正広          | 清山滋崇   | 窪田忠雄          |
| 23   | 10月26日       | ブッチャーの挑戦状       | 生頼昭憲            | 野田卓雄   | 窪田忠雄          |
| 24   | 11月2日        | タイガー対ブッチャー     | 山崎和男            | 阿部司     | 宮本清司          |
| 25   | 11月16日       | 男の闘い                 | 落合正宗 山内重保   | 落合正宗   | 窪田忠雄          |
| 26   | 11月23日       | 怒りのスタン・ハンセン   | 森下孝三            | 木下ゆうき | 窪田忠雄          |
| 27   | 11月30日       | 嵐を呼ぶ銃               | 山内重保            | 田辺由憲   | 窪田忠雄          |
| 28   | 12月7日        | 恐怖のデビル・チョップ   | 山崎和男            | 阿部司     | 宮本清司          |
| 29   | 12月14日       | とべ!亜久竜夫            | 佐々木正広          | 清山滋崇   | 窪田忠雄          |
| 30   | 12月21日       | 戦慄のバトル・ロイヤル   | 生頼昭憲            | 野田卓雄   | 窪田忠雄          |
| 31   | 1982年 1月4日  | 火を吹くハッサンの怒り   | りんたろう 山内重保 | 篠田章     | 窪田忠雄          |
| 32   | 1月11日        | 高鳴る決戦のゴング       | 森下孝三 関田修     | 阿部司     | 宮本清司          |
| 33   | 1月18日        | 果しなき闘いの後に       | 佐々木正広 山内重保 | 篠田章     | 窪田忠雄          |

### 放送局
※放送日時は、個別に出典が提示してあるものを除き1981年11月中旬 - 12月上旬時点（福島中央テレビについては1981年9月頃に放映された日時）、放送系列は放送当時のものとする。
- 〇は放送当時『ワールドプロレスリング』を放送していた放送局。
- △は放送当時『ワールドプロレスリング』を同一地域の他局で放送していた放送局。
- ×は放送当時『ワールドプロレスリング』が未放送であった地域。

| 放送地域       | 放送局             | 放送系列                                     | 放送日時                                                                  | 備考 |
| -------------- | ------------------ | -------------------------------------------- | ------------------------------------------------------------------------- | --- |
| 関東広域圏     | テレビ朝日         | テレビ朝日系列                               | 月曜 19:00 - 19:30                                                        | 制作局 |
| 北海道         | 北海道テレビ       | テレビ朝日系列                               | 月曜 19:00 - 19:30                                                        | 〇 |
| 青森県         | 青森放送           | 日本テレビ系列 テレビ朝日系列                | 月曜 19:00 - 19:30                                                        | 〇 |
| 宮城県         | 東日本放送         | テレビ朝日系列                               | 月曜 19:00 - 19:30                                                        | 〇 |
| 福島県         | 福島中央テレビ     | 日本テレビ系列 テレビ朝日系列                | 土曜 19:00 - 19:30                                                        | 〇第19話まで放送。 1981年10月に福島放送の開局に伴い、ANNを脱退。                                                    |
| 福島県         | 福島放送           | テレビ朝日系列                               | 月曜 19:00 - 19:30                                                        | 〇第20話から放送。                                                                                                  |
| 静岡県         | 静岡けんみんテレビ | テレビ朝日系列                               | 月曜 19:00 - 19:30                                                        | 〇現：静岡朝日テレビ。                                                                                              |
| 中京広域圏     | 名古屋テレビ       | テレビ朝日系列                               | 月曜 19:00 - 19:30                                                        | 〇 |
| 近畿広域圏     | 朝日放送           | テレビ朝日系列                               | 月曜 19:00 - 19:30                                                        | 〇現：朝日放送テレビ。                                                                                              |
| 広島県         | 広島ホームテレビ   | テレビ朝日系列                               | 月曜 19:00 - 19:30                                                        | 〇 |
| 香川県・岡山県 | 瀬戸内海放送       | テレビ朝日系列                               | 月曜 19:00 - 19:30                                                        | 〇 |
| 福岡県         | 九州朝日放送       | テレビ朝日系列                               | 月曜 19:00 - 19:30                                                        | 〇 |
| 大分県         | テレビ大分         | フジテレビ系列 日本テレビ系列 テレビ朝日系列 | 月曜 19:00 - 19:30                                                        | △ |
| 鹿児島県       | 鹿児島テレビ       | フジテレビ系列 日本テレビ系列 テレビ朝日系列 | 月曜 19:00 - 19:30                                                        | 〇 |
| 岩手県         | 岩手放送           | TBS系列                                      | 金曜 17:00 - 17:30                                                        | ×現：IBC岩手放送。                                                                                                  |
| 秋田県         | 秋田放送           | 日本テレビ系列                               | 木曜 17:30 - 18:00                                                        | 〇当時、テレビ朝日系列とのクロスネット局である秋田テレビでは、 それ以外のアニメの再放送ないし番販ネットをしていた。 |
| 山梨県         | 山梨放送           | 日本テレビ系列                               | 月曜 17:00 - 17:30                                                        | × |
| 新潟県         | 新潟総合テレビ     | フジテレビ系列 テレビ朝日系列                | 土曜 16:30 - 17:00（1981年6月 - 8月） 水曜 16:55 - 17:25（1981年9月から） | 〇 |
| 長野県         | 信越放送           | TBS系列                                      | 月曜 17:25 - 17:55                                                        | △当時、テレビ朝日系列とのクロスネット局であるテレビ信州では、 日本テレビ系列の番組を同時ネットしていた。            |
| 富山県         | 北日本放送         | 日本テレビ系列                               | 金曜 17:00 - 17:30                                                        | 〇 |
| 石川県         | 石川テレビ         | フジテレビ系列                               | 金曜 6:42 - 7:12                                                          | 〇 |
| 福井県         | 福井放送           | 日本テレビ系列                               | 日曜 10:00 - 10:30                                                        | 〇 |
| 鳥取県・島根県 | 日本海テレビ       | 日本テレビ系列                               | 金曜 17:10 - 17:40                                                        | △ |
| 山口県         | 山口放送           | 日本テレビ系列 テレビ朝日系列                | 日曜 10:00 - 10:30                                                        | 〇 |
| 徳島県         | 四国放送           | 日本テレビ系列                               | 火曜 18:00 - 18:30                                                        | 〇 |
| 愛媛県         | 愛媛放送           | フジテレビ系列                               | 月曜 17:25 - 17:55                                                        | 〇現：テレビ愛媛。                                                                                                  |
| 高知県         | 高知放送           | 日本テレビ系列                               | 金曜 17:00 - 17:30                                                        | 〇 |
| 長崎県         | 長崎放送           | TBS系列                                      | 金曜 17:20 - 17:50                                                        | 〇 |
| 熊本県         | テレビ熊本         | フジテレビ系列 日本テレビ系列 テレビ朝日系列 | 月曜 17:30 - 18:00                                                        | 〇 |

| テレビ朝日系列 月曜19時台前半枠 （当番組よりアニメ枠） | テレビ朝日系列 月曜19時台前半枠 （当番組よりアニメ枠） | テレビ朝日系列 月曜19時台前半枠 （当番組よりアニメ枠） |
| 前番組                                                 | 番組名                                                 | 次番組                                                 |
| ------------------------------------------------------ | ------------------------------------------------------ | ------------------------------------------------------ |
| 生徒諸君! （ここまでドラマ枠）                         | タイガーマスクII世                                     | あさりちゃん                                           |